# New Home
New Home is een plaats (city) in de Amerikaanse staat Texas, en valt bestuurlijk gezien onder Lynn County.

## Demografie
Bij de volkstelling in 2000 werd het aantal inwoners vastgesteld op 320.
In 2006 is het aantal inwoners door het United States Census Bureau geschat op 316, een daling van 4 (-1,3%).

## Geografie
Volgens het United States Census Bureau beslaat de plaats een oppervlakte van
2,6 km², geheel bestaande uit land. New Home ligt op ongeveer 985 m boven zeeniveau.

## Plaatsen in de nabije omgeving
De onderstaande figuur toont nabijgelegen plaatsen in een straal van 28 km rond New Home.